# Nejvyšší živě rostoucí vánočně ozdobený strom v Česku

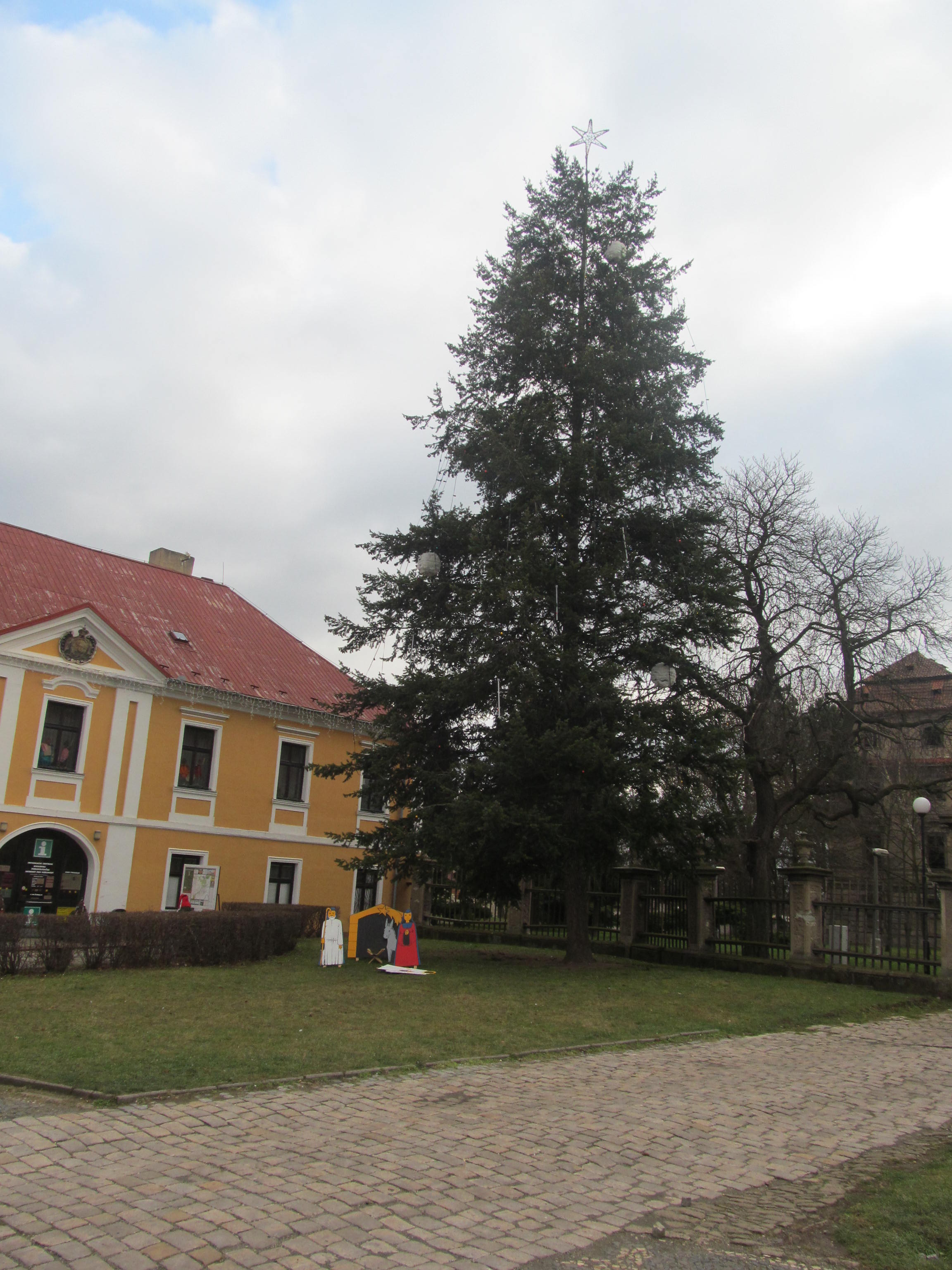
Ozdobený vánoční strom v Postoloprtech v prosinci 2017

Nejvyšší živě rostoucí vánočně ozdobený strom v Česku je od roku 2006 jeden z rekordů, které eviduje v České databance rekordů pelhřimovská Agentura Dobrý den. Současným držitelem tohoto rekordu je od roku 2013 přes 30 m vysoký vánoční smrk rostoucí v Mladkově v Orlických horách.

## Historie
Prvním živě rostoucím vánočním stromem, který byl zapsán do České databáze rekordů se v roce 2006 stal smrk rostoucí na Mirovém náměstí v Postoloprtech. K slavnostnímu zápisu došlo přímo v Postoloprtech, kde prezident pelhřimovské Agentury Dobrý den Miroslav Marek smrk oficiálně přeměřil. Mezi diváky byla i jedenaosmdesátiletá Věra Hrdličková, která tento smrk před tehdejším kinem před padesáti lety společně s manželem sázela. Postoloprtský smrk však po měsíci o svůj rekord přišel, neboť ještě o Vánocích 2006 byl ze Žďáru nad Sázavou nahlášen vánoční smrk o 2 m vyšší než je ten postoloprtský. K oficiálnímu zápisu, přeměření a získání certifikátu došlo 5. ledna 2007. Přes 50 let starý smrk rostoucí u Střední průmyslové školy a Vyšší odborné školy ve Žďáře nad Sázavou od roku 1999 každoročně zdobí studenti, kteří vyrobili programované osvětlení se 150 barevnými žárovkami na přibližně devadesáti metrech kabelu, se zavěšením pomáhají žďárští hasiči, vybavení výsuvným žebříkem. Při následujících Vánocích byl žďárský smrk v pondělí 3. prosince 2007 rozsvícen ještě jako oficiálně nejvyšší, o 4 dny později se ale rekord opět přepisoval. Ve Valašské Bystřici totiž proběhlo slavnostní rozsvěcení vánočního smrku u kostela, při němž byl strom přeměřen zástupci Agentury Dobrý den. I když nebylo naměřeno očekávaných 28 m ale o tři a čtvrt metru méně, na rekord to stačilo. Zatímco ve Valašské Bystřici zdobí smrk u kostela každoročně od roku 1972, v šumavské Kvildě ozdobili smrk u kostela poprvé před Vánoci 2008, ovšem vzhledem k předběžně stanovené výšce 26,5 m se z něj hned stal aspirant na rekord. Přibližně sedmdesát let starý strom byl ozdoben dvěma tisícovkami diod. Oficiálně byl však rekord kvildskému smrku přiznán až 9. prosince 2011, výzdoba stromu se mezitím zvýšila na 3500 světelných LED diod. Oproti původním předpokladům překonal kvildský smrk dosavadního rekordmana z Valašské Bystřice jen o půl metru. V té době už sháněli ve východočeském Mladkově finanční prostředky na doplnění osvětlení na místním smrku, který ční do výšky přes 30 m. Jelikož se jim to v roce 2013 podařilo, byl 1. prosince toho roku zapsán mladkovský smrk do České databáze rekordů nejen svou výškou, ale také bohatou výzdobou tvořenou 4641 LED diod bílé barvy, které doplnily původní výzdobou ze 109 ks 15W žárovek, celková délka výzdoby činí 222 metrů.

## Seznam
| Umístění stromu                                      | Obrázek | Souřadnice                       | Druh         | Výška [v m] | Datum zápisu     | Galerie                                                                | Poznámka |
| ---------------------------------------------------- | ------- | -------------------------------- | ------------ | ----------- | ---------------- | ---------------------------------------------------------------------- | --- |
| Postoloprty, Mírové náměstí, u č. p. 3               |         | 50°21′36″ s. š., 13°42′3″ v. d.  | douglaska    | 20,46       | 2. prosince 2006 | Kategorie „Outdoor Christmas tree in Postoloprty“ na Wikimedia Commons | Údajný "smrk" vysadili v polovině 50. let 20. století manželé Hrdličkovi, zaměstnanci postoloprtského kina.                                                                  |
| Žďár nad Sázavou, Studentská, u č. p. 1              |         | 49°33′57″ s. š., 15°56′34″ v. d. | smrk ztepilý | 22,47       | 5. ledna 2007    |                                                                        | Přes 50 let starý smrk od roku 1999 každoročně zdobí studenti Střední průmyslové školy a Vyšší odborné školy ve Žďáře nad Sázavou.                                           |
| Valašská Bystřice, u kostela Nanebevzetí Panny Marie |         | 49°24′54″ s. š., 18°6′34″ v. d.  | smrk ztepilý | 24,75       | 7. prosince 2007 |                                                                        | Smrk u kostela zdobí místní obyvatelé od roku 1972. |
| Kvilda, u kostela sv. Štěpána                        |         | 49°1′9″ s. š., 13°34′46″ v. d.   | smrk ztepilý | 25,24       | 9. prosince 2011 |                                                                        | Přibližně 70 let starý smrk byl poprvé vánočně ozdoben v roce 2008. V roce 2019 byl strom napaden kůrovcem, v té době měřil 27,5 m. Dne 30. července 2019 musel být poražen. |
| Mladkov, u č. p. 97                                  |         | 50°5′48″ s. š., 16°37′47″ v. d.  | smrk ztepilý | 30,57       | 1. prosince 2013 |                                                                        | Smrk o stáří 75 až 80 let místní obyvatelé vánočně zdobí od roku 2002, kvůli získání rekordu byla výzdoba obohacena za pomoci sponzorů.                                      |